# Reino ilirio

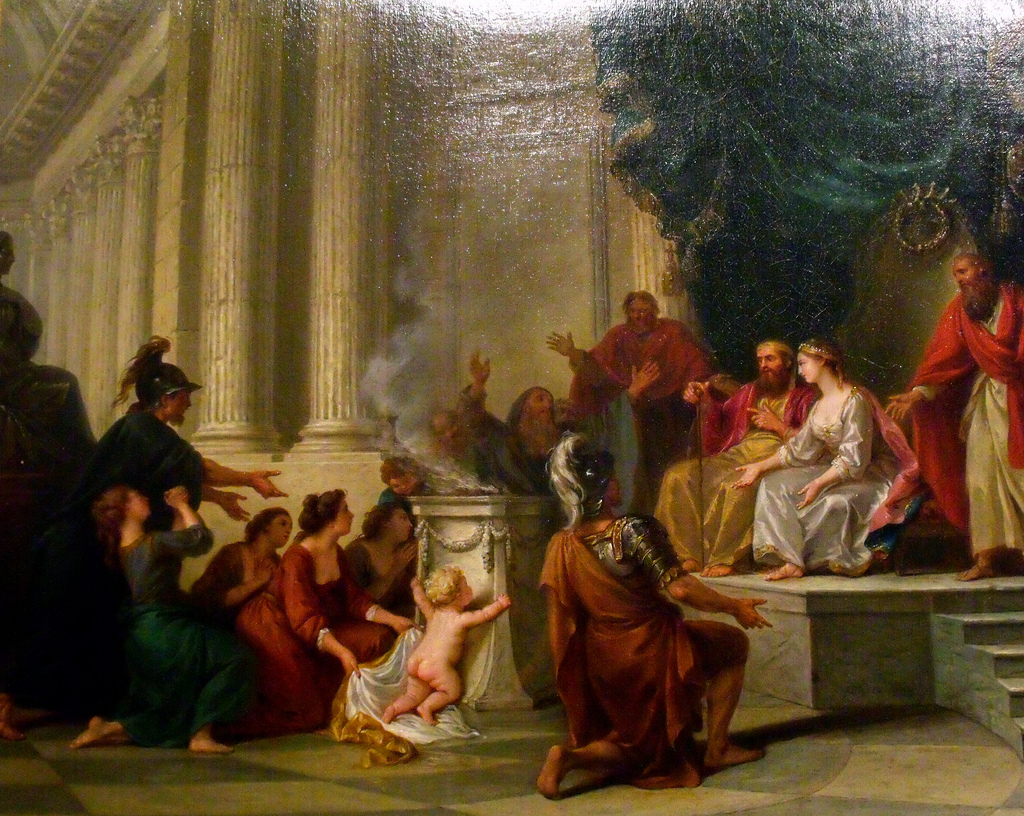
El rey Pirro, cuando era niño, llevado ante el rey Glaucia y su esposa, la reina Beroia – Nicolas-René Jollain, 1779.

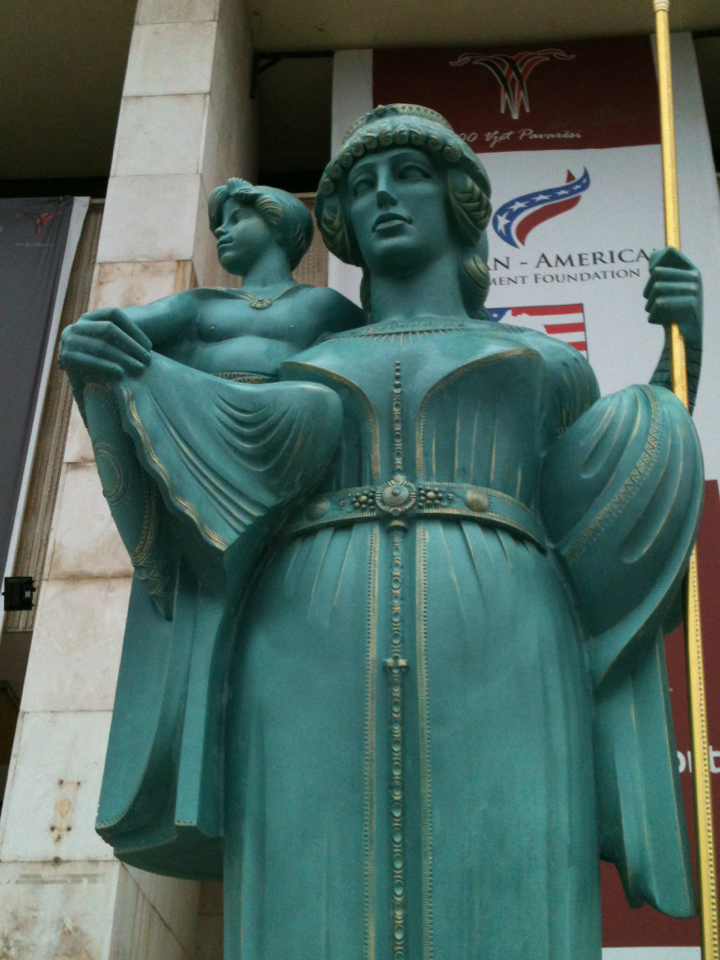
Estatua de la reina iliria Teuta con su hijastro Pinnes en Tirana, capital de Albania

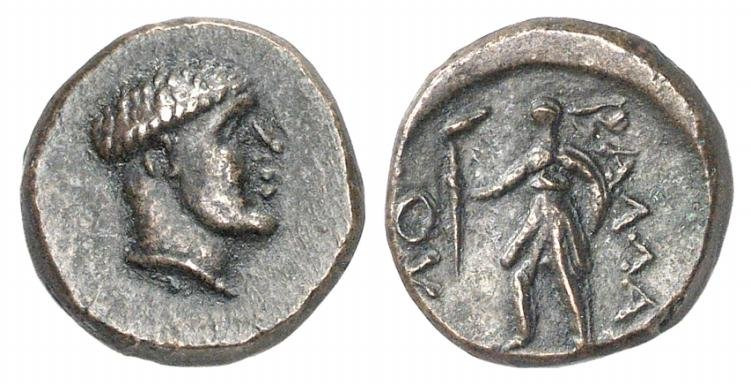
Monedas del rey Ballaios

El Reino ilirio fue una entidad política iliria que existió en la parte occidental de la península balcánica en la Antigüedad. Independientemente del número de dinastías que gobernaban alternativamente, de su afiliación tribal y de la extensión real de su reino, representaba una alianza de tribus ilirias que se unieron bajo el gobierno de un solo líder, expresamente mencionado como "Rey de los ilirios" en los registros históricos antiguos (ya sea en griego antiguo o en latín). La superestructura monárquica del Estado ilirio coexistió con las comunidades tribales ilirias y el sistema republicano de la koiná iliria.
El sistema político de Enchele fue el primero que surgió entre los ilirios. El primer rey ilirio conocido, Bardilis I, surgió en el sur de Iliria alrededor del año 400 a. C., probablemente centrado en Dassaretis, una región a lo largo del lago de Ocrida y al este de los lagos Prespa, ubicada en la frontera entre Macedonia y Epiro. Su objetivo era convertir Iliria en una potencia regional que interfiriera con Macedonia. Unió a muchas tribus ilirias del sur bajo su reino y derrotó a los macedonios y molosos varias veces, expandiendo su dominio sobre la Alta Macedonia y Lynkestis y subyugando a Macedonia durante varias décadas hasta que fue derrotado decisivamente por Filipo II de Macedonia . Antes del ascenso de Macedonia, los ilirios eran la potencia dominante en la zona. El reino de los taulantios en la costa sureste del Adriático evidentemente alcanzó su apogeo bajo el gobierno de Glaukias y dominó los asuntos del sur de Iliria a finales del siglo IV a. C., ejerciendo gran influencia en el estado epirota a través de los estrechos vínculos con el rey moloso Pirro .
Estrabón describe a los ardiaei, autariatae y dardani como los pueblos ilirios más fuertes. Entre los siglos VI y V a. C. siguieron su propio desarrollo sociopolítico en las regiones que habitaron, y solo la entidad política de los Ardiaei, que se expandió en el sudeste del Adriático, llegó a identificarse con el reino ilirio en el siglo III a. C. Bajo el reinado de Ardia Agrón y su esposa Teuta, el reino ilirio alcanzó su apogeo. Se convirtió en una potencia formidable tanto en tierra como en mar al reunir un gran ejército y una flota, y gobernar directamente sobre una gran área formada por diferentes tribus y ciudades ilirias que se extendían desde el río Neretva en el norte hasta las fronteras de Epiro en el sur, mientras que su influencia se extendía por todo Epiro y hasta Acarnania . El reino de Ardiaean se convirtió en uno de los principales enemigos de Roma y su principal amenaza en el mar Adriático . El poder dominante del reino ilirio en la región cesó tras su derrota en las guerras ilirio-romanas (229-168 a. C.). El último "rey de los ilirios" conocido fue Gentius, de la tribu Labeatae .

## Historia
En el sur de Iliria los reinos organizados se formaron antes que en otras zonas de esta región. Una de las dinastías ilirias más antiguas que se conocen es la de los Enchelei, que parece haber alcanzado su apogeo entre los siglos VIII y VII a. C., pero perdió su poder dominante alrededor del siglo VI a. C. Parece que el debilitamiento de la dinastía de Enchelae resultó en su asimilación e inclusión en un reino ilirio recién establecido a más tardar en el siglo V a. C., lo que marcó el surgimiento de los Dassaretii, quienes parecen haber reemplazado a los Enchelei en el área de Lakeland de Lychnidus.
El debilitamiento del reino encheliano también fue causado por el fortalecimiento de otra dinastía iliria establecida en su vecindad, la de los taulantios, que existió durante algún tiempo junto con la de los enchelei. Los taulantios —otro pueblo entre los grupos de tribus ilirias más conocidos— vivían en la costa adriática del sur de Iliria (la actual Albania ) y dominaron en diversas épocas gran parte de la llanura entre el Drin y el Aous, que abarcaba el área alrededor de Epidamnus/Dyrrhachium. Al describir la invasión iliria de Macedonia gobernada por Argeo I, en algún momento entre 678 y 640 a. C., el historiador Polieno (siglo fl. d. C.) registró al supuesto rey más antiguo conocido en Iliria, Galauro o Galabro, un gobernante de los Taulantii que reinó en la última parte del siglo VII a. C.   Algunos eruditos consideran que la autenticidad del pasaje de Polieno es discutible.Sea o no este relato históricamente fiable, y a pesar del interés de Polieno por la anécdota, implica la idea generalizada a lo largo de la antigüedad acerca de una animosidad significativa entre los macedonios y los ilirios ya en el siglo VII a. C., si el consenso en la erudición moderna en la datación del período reinante de Argeo I es correcto. En el siglo VII a. C. los Taulantii invocaron la ayuda de Corcira y Corinto en una guerra contra los Liburnos . Tras la derrota y expulsión de la región de los liburnos, los corcireos fundaron en el año 627 a. C. en el continente ilirio una colonia llamada Epidamno, que se cree que era el nombre de un rey ilirio (bárbaro) de la región. Surgió un floreciente centro comercial y la ciudad creció rápidamente. Los taulantios siguieron desempeñando un papel importante en la historia iliria entre los siglos V y IV-III a. C. y, en particular, en la historia de Epidamno, tanto como vecinos como parte de su población. Notablemente, influyeron en los asuntos de los conflictos internos entre aristócratas y demócratas. La dinastía Taulantiana parece haber alcanzado su clímax durante el gobierno de Glaukias, en los años entre 335 a. C. y 302 a. C.
Según algunos eruditos modernos, la dinastía de Bardylis —la primera dinastía iliria documentada— era Dassaretan. Existe también otra reconstrucción histórica que considera a Bardylis un gobernante dardanés que, durante la expansión de su dominio, incluyó la región de Dassaretis en su reino, pero esta interpretación ha sido cuestionada por historiadores que consideran que Dardania estaba demasiado al norte para los acontecimientos que involucraron al rey ilirio Bardylis y su dinastía.
Después de que Filipo II de Macedonia derrotara a Bardylis (358 a. C.), los Grabaei bajo Grabos II se convirtieron en el Estado más fuerte de Iliria. Filipo II mató a 7.000 ilirios en una gran victoria y anexó el territorio hasta el lago de Ocrida. Después, Filipo II redujo a los Grabae y luego fue a por los Ardiaei, derrotó a los Triballi (339 a. C.) y luchó contra Pleurias (337 a. C.). Después de eso, Alejandro Magno derrotó a las fuerzas del jefe ilirio Clito en el 335 a. C. y los soldados ilirios y los líderes tribales participaron en su conquista de Persia. Después de la muerte de Alejandro, las tribus ilirias comenzaron a levantarse para independizarse del dominio macedonio. Posteriormente, en el año 312 a. C., el rey Glaucio expulsó a los griegos de Durrës.
Durante la segunda parte del siglo III a. C., varias tribus ilirias parecen haberse unido para formar un protoestado que se extendía desde la parte central de la actual Albania hasta el río Neretva en Herzegovina. La entidad política se financió gracias a la piratería y estuvo gobernada desde el año 250 a. C. por el rey Agrón. Fue sucedido por su esposa Teuta, quien asumió la regencia de su hijastro Pinnes después de la muerte de Agron en 231 a. C. La reina Teuta era famosa por haber librado guerras contra los romanos .
En el delta del Neretva hubo una fuerte influencia helenística sobre la tribu iliria de los daors. Su capital fue Daorson, situada en Ošanići, cerca de Stolac en Herzegovina, que se convirtió en el principal centro de la cultura iliria clásica. Daorson, durante el siglo IV a. C., estaba rodeado de muros de piedra megalíticos de 5 metros de altura, compuestos por grandes bloques de piedras trapezoidales. Daors también fabricó monedas y esculturas de bronce únicas. Los ilirios incluso conquistaron colonias griegas en las islas dálmatas.
El reino ilirio estaba compuesto por pequeñas áreas dentro de la región de Iliria. Sólo los romanos gobernaban toda la región. La organización interna del reino del sur de Iliria apunta a una imitación de sus reinos griegos vecinos y a la influencia del mundo griego y helenístico en el crecimiento de sus centros urbanos. Polibio da como imagen de la sociedad dentro de un reino ilirio la de la infantería campesina que luchaba bajo el mando de los aristócratas, a los que llama en griego Polydynastae (en griego: Πολυδυνάστες), donde cada uno controlaba una ciudad dentro del reino. La monarquía se estableció sobre una base hereditaria y los gobernantes ilirios utilizaban los matrimonios como un medio de alianza con otras potencias. Plinio (23–79 d. C.) escribe que los pueblos que formaban el núcleo del reino ilirio eran los «ilirios propiamente dichos» o Illyrii proprie dicti. Eran los Taulantii, los Pleraei, los Endirudini, los Sasaei, los Grabaei y los Labeatae . Estos más tarde se unieron para formar los Docleatae.
El último rey conocido de los ilirios fue Gentius, de la tribu Labeatae, y su capital fue Shkodër.

## Gobernantes

### Gobernantes delsigloVIIa.C.
- Galauro: rey de Taulantii. Invadió Macedonia sin éxito entre el 678 y el 640 a. C.[27] La autenticidad del pasaje de Polieno que menciona a este antiguo rey ilirio es discutible.[10]

### Gobernantes de los siglos V-IV a.C.
- Grabos I (siglo V a. C.): atestiguado en una inscripción ateniense, fue muy probablemente una persona con grandes responsabilidades políticas. Probablemente era el abuelo de Grabos II.[8][1]
- Sirras (437–390 a. C.), gobernante ilirio o linkestino.[28][29]
- Grabos II (r. 358–356 a. C.): entró en la alianza con Atenas para resistir el poder de Filipo en el 356 a. C.[1]
- Pleurato I (r. 356–335 a. C.): reinó cerca de la costa adriática, en el sur de Iliria. En un esfuerzo fallido en el año 344 a. C., intentó frustrar los avances de Filipo en Iliria.[1]
- Pleurias (rc 337/336 a. C.): gobernante ilirio que hizo campaña contra Filipo II alrededor del 337 a. C. Algunos eruditos lo consideran rey de los Autariatae, los Taulantii o los Dardani. [30] Algunos han sugerido que era el mismo que Pleurato I;[31][1]   Pleurias es mencionado sólo en Diodoro (16.93.6), sin estar atestiguado en otras fuentes antiguas.
- Clito, hijo de Bardilis I (r. 335–295 a. C.): cerebro de la revuelta iliria en Pelión de 335 a. C. contra Alejandro Magno.[32]
- Glaucias: rey de los Taulantii. Ayudó a Clito en la batalla de Pelión en el 335 a. C., levantó a Pirro de Epiro y participó en otros acontecimientos en el sur de Iliria a finales del siglo IV a. C.[33]

### Gobernantes de principios delsigloIIIa.C.
- Monunio I (r. 290-270 a. C.): reinó durante las invasiones galas del 279 a. C. Acuñó sus propios estáteres de plata en Dirraquio.[34]
- Mytilos, sucesor de Monunio I y probablemente su hijo (r. 270–?): libró la guerra en Epiro en el 270 a. C. Acuñó sus propias monedas de bronce en Dirraquio.[34]

### Gobernantes ardiaeanos-labeatanos
- Ballaios: gobernó desde c. 260 – c. 230 a. C. la ciudad de Rhizon y las áreas circundantes;
- Pleurato II: reinó en una época de paz y prosperidad para el reino ilirio.,[35]gobernó entre el 260 y el 250 a. C. (antes de su hijo Agrón)
- Agrón de Iliria: reinó desde el 250 a. C. hasta el 230 a. C. (después de su padre Pleurato II). En el año 231 a. C., Agrón poseía el ejército terrestre y la marina más poderosos de todos los reyes que habían reinado en Iliria antes que él. Extendió las fronteras de los reinos en el norte y el sur.[36]
- Reina Teuta (regente de Pinnes ): obligada a llegar a un acuerdo con los romanos en el 227 a. C.[37]
- Demetrio de Faros: se rinde a los romanos en Faros en el 218 a. C. y huye a Macedonia.,[38] gobernó en el año 222 a. C. C 219
- Scerdilaidas: se alió con Roma para derrotar a Macedonia en el 208 a. C.,[39] gobernó en el año 218 a. C. C 206
- Pinnes: demasiado joven para convertirse en rey; gobernó bajo la regencia de Teuta, Demetrio y Scerdilaidas.,[37]gobernó entre el año 230 y el 230 a. C. C 217
- Pleurato III: recompensado por los romanos en 196 a. C., con tierras anexadas por los macedonios.,[37]gobernó en el año 205~a. C. C 181
- Gentius: derrotado por los romanos en 168 a. C. durante la Tercera Guerra Iliria; el reino ilirio dejó de existir mientras el rey fue hecho prisionero.,[37]gobernó entre el año 181 y el 181 a. C. C 168